# Yves Pratte
Pour les articles homonymes, voir Pratte.
Yves Pratte (1925-1988) est un avocat, un président d'Air Canada (1968-1975) et un juge à la Cour suprême du Canada (1977-1979). Il est le père du sénateur et éditorialiste André Pratte.
Il est entre autres connu pour avoir rendu le jugement dams l'affaire General Motors Products of Canada c. Kravitz, un arrêt de principe de la Cour suprême en matière de responsabilité du fabricant. 